# Билије (Морбијан)
Билије (фр. Billiers) насеље је и општина у северозападној Француској у региону Бретања, у департману Морбијан која припада префектури Ван.
По подацима из 2011. године у општини је живело 911 становника, а густина насељености је износила 155,2 становника/km². Општина се простире на површини од 5,87 km². Налази се на средњој надморској висини од 21 метар (максималној 29 m, а минималној 0 m).

## Демографија
| 1962. | 1968. | 1975. | 1982. | 1990. | 1999. | 2011. |
| ----- | ----- | ----- | ----- | ----- | ----- | ----- |
| 650   | 714   | 804   | 781   | 760   | 705   | 911   |

График промене броја становника у току последњих година